# Shawn Lane

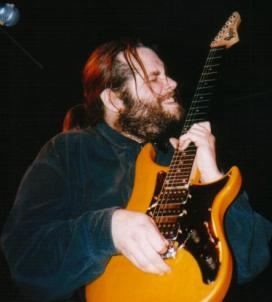
Shawn Lane

Shawn Lane (* 21. März 1963 in Memphis, Tennessee; † 26. September 2003 ebenda) war ein US-amerikanischer Musiker.

## Leben und Wirken
Er war ein in Fachkreisen bekannter Rock- und Fusion-Gitarrist. Mit 4 Jahren begann er, sich für Musik zu interessieren, spielte Cello in der Schule und nahm Klavierunterricht. Im Alter von 10 Jahren begann er, Gitarre zu spielen, und machte schnell große Fortschritte. Bereits mit zwölf Jahren spielte er in lokalen Clubs. Im Alter von 15 galt er als „Gitarrenwunderkind“ und war bekannt in der lokalen Szene. Durch die Teilnahme an einer Audition wurde er 1978 der neue Gitarrist der im Süden der USA bekannten Band Black Oak Arkansas und spielte mit dieser Band zahlreiche Konzerte.
Nach der Auflösung der Band im Jahre 1979 spielte Lane in diversen Bands, bis sich Black Oak Arkansas in neuer Besetzung wieder zusammenfand. Wieder ging er mit der Band auf Tour, bis er sich im Alter von 18 von ihr zurückzog, um sich zu erholen und auf private Studien in verschiedenen Bereichen zu konzentrieren.
Mitte der 1980er Jahre erreichte er einen hohen lokalen Bekanntheitsgrad mit der Band „The Willys“, einer Coverband, in der seine virtuosen solistischen Fähigkeiten stark im Vordergrund standen. Viele bekannte Gitarristen wie Kirk Hammett und George Lynch sahen Lane mit dieser Band live und waren nachhaltig beeindruckt.
In seiner Zeit mit The Willys spielte Lane auch als Studiomusiker für diverse Künstler, z. B. Joe Walsh, Sam & Dave und Tony Joe White.
Im Jahre 1991 erreichte ein Demoband von Lane die bekannte Plattenfirma Warner Brothers, die daraufhin Lane unter Vertrag nahmen. Zudem spielte er im selben Jahr auf dem „Centrifugal Funk“ Album mit Frank Gambale und Brett Garsed.
Die nächsten zwei Jahre verbrachte er mit der Arbeit an seinem ersten Soloalbum und veröffentlichte dies im Jahre 1992 unter dem Titel Powers Of Ten. Daraufhin ging er auf Tour durch die Vereinigten Staaten. Diese Tour wurde auf dem im Jahre 2001 erschienenen Livealbum Powers Of Ten: Live veröffentlicht.
1994 spielte er das erste Mal mit dem schwedischen Ausnahmebassisten Jonas Hellborg. Im Laufe der folgenden Jahre veröffentlichten sie mit Schlagzeugern wie Kofi Baker und Jeff Sipe diverse Fusion-Alben wie z. B. Time Is the Enemy (1997), das akustische Zen House (1999) und Personae (2002).
Das langerwartete Nachfolgealbum zu Powers of Ten wurde 1999 unter dem Titel The Tri-Tone Fascination veröffentlicht, allerdings nicht mehr bei Warner Bros, sondern vom unabhängigen Eye Reckon Label. Dieses Album wurde einige Zeit später noch einmal remastered.
Im Februar 2003 spielte Shawn Lane zusammen mit Jonas Hellborg eine kurze Tournee in Indien. Dort war eine loyale Fangemeinde entstanden, und die Auftritte der Formation wurden euphorisch gefeiert. Kurz nach dieser Tournee folgte noch eine Tour durch Europa.
Im September wurde Lane wegen Problemen mit der Atmung in ein Krankenhaus eingeliefert. Im Laufe der vorangegangenen Jahre hatte sich sein Gesundheitszustand extrem verschlechtert. So litt er u. a. an Psoriasis-Arthritis und Schuppenflechte, und sein teilweise durch die Medikamente verursachtes hohes Körpergewicht, in Verbindung mit der ohnehin angegriffenen Gesundheit, führten dazu, dass er nunmehr auf künstliche Beatmung angewiesen war. Er verstarb am 26. September 2003 in Memphis.

## Auswahldiskographie
Solo
- West Side Boogie (1992, Promo-Single)
- Powers of Ten (1992)
- Powers of Ten (1993, Wiederveröffentlichung mit zwei neu abgemischten Songs)
- The Tri-Tone Fascination (1999)
- The Tri-Tone Fascination (2000, mit nur elf statt 13 Songs, neu abgemischt)
- Powers of Ten: Live! (2001)

Mit Jonas Hellborg
- Abstract Logic (mit Kofi Baker, 1995)
- Temporal Analogues of Paradise (Hellborg / Lane / Sipe, 1996)
- Time Is The Enemy (1997)
- Zenhouse (1999)
- Good People in Times of Evil (2000)
- Personae (Hellborg / Lane / Sipe, 2002)
- Icon (Hellborg / Lane / Vinayakram Bros, 2002)
- Live In Paris DVD (Hellborg / Lane / Vinayakram Bros, 2004)